# Lhok Igeuh
Lhok Igeuh is een bestuurslaag in het regentschap Pidie van de provincie Atjeh, Indonesië. Lhok Igeuh telt 854 inwoners (volkstelling 2010).